# Dipartimento di San Blas de los Sauces
San Blas de los Sauces è un dipartimento argentino, situato nella parte nord della provincia di La Rioja, con capoluogo San Blas.
Esso confina a nord con la provincia di Catamarca, ad est con i dipartimenti di Arauco e Castro Barros, e a sud-ovest con quello di Famatina.
Secondo il censimento del 2001, su un territorio di 1.590 km², la popolazione ammontava a 4.048 abitanti, con un aumento demografico del 28,71% rispetto al censimento del 1991.
Il dipartimento, come tutti i dipartimenti della provincia, è composto da un unico comune, con sede nella città di San Blas, e comprensivo di altri centri urbani (localidades o entitades intermedias vecinales in spagnolo), tra cui:
- Alpasinche
- Amuschina
- Andolucas
- Chaupihuasi
- Cuipán
- Las Talas
- Los Robles
- Salicas
- Shaqui
- Suriyaco
- Tuyubil